# SA-3 (Apollo)
SA-3 war der dritte Testflug der ersten Stufe einer Saturn I mit Dummys der zweiten Stufe und der Nutzlast.

## Ziele
Aufgrund der Größe und Kraft der Saturn-Raketenfamilie beschloss die NASA, für jeden einzelnen Teil der Rakete einen Testflug durchzuführen. Bei diesem Flug war nur die erste Stufe aktiv. Die zweite Stufe war mit Wasser gefüllt, um das Startgewicht zu simulieren. An der Stelle der Nutzlast befand sich eine Jupiter-Raketenspitze. Diese wurden im Zuge des zweiten Fluges des Projektes Highwater zur Detonation gebracht. Zum ersten Mal wurde die erste Stufe vollständig betankt. Zudem wurden auch erstmals die Bremsraketen gezündet, die zur Trennung der einzelnen Stufen dienen.

## Vorbereitungen

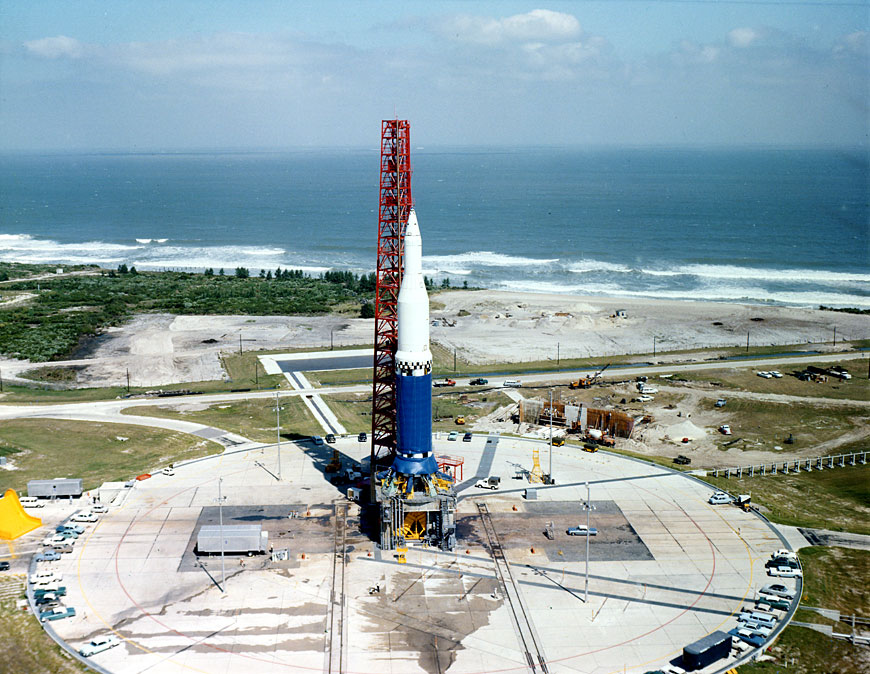
Startvorbereitungen der SA-3-Mission

Die Rakete wurde am 19. September 1962 auf dem Seeweg angeliefert und anschließend montiert.

## Flugverlauf
Nach einem zehnstündigen Countdown, mit zwei Unterbrechungen, hob die Rakete um 17:45:02 UTC ab. Der Flug verlief planmäßig. Die Triebwerke brannten vier Minuten 53 Sekunden und brachten die Rakete in eine Höhe von 169,9 km, wo die Bremsraketen der ersten Stufe gezündet wurden ohne diese abzutrennen. Danach wurde die Rakete zur Detonation gebracht, wodurch eine künstliche Wolke entstand. Fehler in der Telemetrie führten jedoch zu ungenügenden Ergebnissen dieses Tests. Der Flug zeigte, dass die Rakete auch mit voller Betankung fliegen kann und die Bremsraketen funktionieren.
Das Hauptaugenmerk des nächsten Fluges lag somit auf den aerodynamischen Eigenschaften der zweiten Stufe sowie dem Verhalten des Bordcomputers bei einem Triebwerksausfall.